# Seleção Checa de Voleibol Masculino
A seleção checa de voleibol masculino é uma equipe europeia composta pelos melhores jogadores de voleibol da República Checa. A equipe é mantida pela Associação de Voleibol da Tchéquia (em tcheco/checo:  Český volejbalový svaz, ČVS). Encontra-se na 20ª posição do ranking mundial da FIVB segundo dados de 18 de setembro de 2023.

## Histórico
Até 1992 a equipe representava a antiga Checoslováquia e durante os anos 50 e 60 era uma das seleções mais fortes do mundo. A seleção da República Checa nasceu em 1993 após a cisão da Checoslováquia em República Checa e Eslováquia. Os títulos checoslovacos são contabilizados como sendo da atual República Checa.

## Resultados obtidos nos principais campeonatos

### Jogos Olímpicos
| Ano  | Sede             | Colocação       |
| ---- | ---------------- | --------------- |
| 1964 | Tóquio           | 2º              |
| 1968 | Cidade do México | 3º              |
| 1972 | Munique          | 6º              |
| 1976 | Montréal         | 5º              |
| 1980 | Moscou           | 8º              |
| 1984 | Los Angeles      | não participou  |
| 1988 | Seul             | não qualificada |
| 1992 | Barcelona        | não qualificada |
| 1996 | Atlanta          | não qualificada |
| 2000 | Sydney           | não qualificada |
| 2004 | Atenas           | não qualificada |
| 2008 | Pequim           | não qualificada |
| 2012 | Londres          | não qualificada |
| 2016 | Rio de Janeiro   | não qualificada |
| 2020 | Tóquio           | não qualificada |

### Campeonato Mundial
| Ano  | Sede                | Colocação       |
| ---- | ------------------- | --------------- |
| 1949 | Tchecoslováquia     | 2º              |
| 1952 | União Soviética     | 2º              |
| 1956 | França              | 1º              |
| 1960 | Brasil              | 2º              |
| 1962 | União Soviética     | 2º              |
| 1966 | Tchecoslováquia     | 1º              |
| 1970 | Bulgária            | 4º              |
| 1974 | México              | 5º              |
| 1978 | Itália              | 5º              |
| 1982 | Argentina           | 9º              |
| 1986 | França              | 8º              |
| 1990 | Brasil              | 9º              |
| 1994 | Grécia              | não qualificada |
| 1998 | Japão               | 19º             |
| 2002 | Argentina           | 13º             |
| 2006 | Japão               | 13º             |
| 2010 | Itália              | 10º             |
| 2014 | Polónia             | não qualificada |
| 2018 | Itália / Bulgária   | não qualificada |
| 2022 | Eslovênia / Polónia | não qualificada |

### Copa do Mundo
| Ano  | Sede              | Colocação       |
| ---- | ----------------- | --------------- |
| 1965 | Polónia           | 3º              |
| 1969 | Alemanha Oriental | 5º              |
| 1977 | Japão             | não qualificada |
| 1981 | Japão             | não qualificada |
| 1985 | Japão             | 3º              |
| 1989 | Japão             | não qualificada |
| 1991 | Japão             | não qualificada |
| 1995 | Japão             | não qualificada |
| 1999 | Japão             | não qualificada |
| 2003 | Japão             | não qualificada |
| 2007 | Japão             | não qualificada |
| 2011 | Japão             | não qualificada |
| 2015 | Japão             | não qualificada |
| 2019 | Japão             | não qualificada |

### Copa dos Campeões
A seleção checa nunca participou da Copa dos Campeões.

### Liga das Nações
A seleção checa nunca participou da Liga das Nações.

### Liga Mundial
| Ano  | Sede                  | Classificação  |
| ---- | --------------------- | -------------- |
| 1990 | Osaka                 | não participou |
| 1991 | Milão                 | não participou |
| 1992 | Gênova                | não participou |
| 1993 | São Paulo             | não participou |
| 1994 | Milão                 | não participou |
| 1995 | Rio de Janeiro        | não participou |
| 1996 | Roterdã               | não participou |
| 1997 | Moscou                | não participou |
| 1998 | Milão                 | não participou |
| 1999 | Mar del Plata         | não participou |
| 2000 | Roterdã               | não participou |
| 2001 | Katowice              | não participou |
| 2002 | Belo Horizonte–Recife | não participou |
| 2003 | Madri                 | 4º             |
| 2004 | Roma                  | não participou |
| 2005 | Belgrado              | não participou |
| 2006 | Moscou                | não participou |
| 2007 | Katowice              | não participou |
| 2008 | Rio de Janeiro        | não participou |
| 2009 | Belgrado              | não participou |
| 2010 | Córdoba               | não participou |
| 2011 | Gdańsk–Sopot          | não participou |
| 2012 | Sófia                 | não participou |
| 2013 | Mar del Plata         | não participou |
| 2014 | Florença              | 17º            |
| 2015 | Rio de Janeiro        | 16º            |
| 2016 | Cracóvia              | 18º            |
| 2017 | Curitiba              | 20º            |

### Challenger Cup
| Ano  | Sede       | Classificação |
| ---- | ---------- | ------------- |
| 2018 | Matosinhos | 2º            |
| 2022 | Seul       | 4º            |

### Campeonato Europeu
| Ano  | Sede                                            | Classificação   |
| ---- | ----------------------------------------------- | --------------- |
| 1948 | Itália                                          | 1º              |
| 1950 | Bulgária                                        | 2º              |
| 1951 | França                                          | não participou  |
| 1955 | Roménia                                         | 1º              |
| 1958 | Tchecoslováquia                                 | 1º              |
| 1963 | Roménia                                         | 5º              |
| 1967 | Turquia                                         | 2º              |
| 1971 | Itália                                          | 2º              |
| 1975 | Iugoslávia                                      | 6º              |
| 1977 | Finlândia                                       | 6º              |
| 1979 | França                                          | 6º              |
| 1981 | Bulgária                                        | 4º              |
| 1983 | Alemanha Oriental                               | 5º              |
| 1985 | Países Baixos                                   | 2º              |
| 1987 | Bélgica                                         | 6º              |
| 1989 | Suécia                                          | não qualificada |
| 1991 | Alemanha                                        | 9º              |
| 1993 | Finlândia                                       | 8º              |
| 1995 | Grécia                                          | 9º              |
| 1997 | Países Baixos                                   | 6º              |
| 1999 | Áustria                                         | 4º              |
| 2001 | Chéquia                                         | 4º              |
| 2003 | Alemanha                                        | 9º              |
| 2005 | Itália / Sérvia e Montenegro                    | 9º              |
| 2007 | Rússia                                          | não qualificada |
| 2009 | Turquia                                         | 16º             |
| 2011 | Áustria / Chéquia                               | 10º             |
| 2013 | Polónia / Dinamarca                             | 16º             |
| 2015 | Bulgária / Itália                               | 13º             |
| 2017 | Polónia                                         | 7º              |
| 2019 | Bélgica / Eslovênia / França / Países Baixos    | 13º             |
| 2021 | Chéquia / Estónia / Finlândia / Polónia         | 8º              |
| 2023 | Bulgária / Israel / Itália / Macedônia do Norte | 12º             |

### Liga Europeia
| Ano  | Sede         | Classificação  |
| ---- | ------------ | -------------- |
| 2004 | Opava        | 1º             |
| 2005 | Cazã         | 7º             |
| 2006 | Esmirna      | não participou |
| 2007 | Portimão     | 9º             |
| 2008 | Bursa        | não participou |
| 2009 | Portimão     | não participou |
| 2010 | Guadalaxara  | não participou |
| 2011 | Košice       | não participou |
| 2012 | Ancara       | 5º             |
| 2013 | Marmaris     | 3º             |
| 2014 | Podgoritza   | não participou |
| 2015 | Wałbrzych    | não participou |
| 2016 | Varna        | não participou |
| 2017 | Gentofte     | não participou |
| 2018 | Karlovy Vary | 2º             |
| 2019 | Tallinn      | 9º             |
| 2021 | Kortrijk     | 7º             |
| 2022 | Varaždin     | 1º             |
| 2023 | Zadar        | 4º             |
| 2024 | Osijek       | 3º             |

### Jogos Europeus
A seleção checa nunca participou dos Jogos Europeus.

## Elenco atual
Lista de jogadores de acordo com a última convocação para a Liga Europeia de 2022:

Técnico:  Jiří Novák
| Camisa | Nome            | Posição    | Altura (m) | Clube atual              |
| ------ | --------------- | ---------- | ---------- | ------------------------ |
| 1      | Milan Moník     | líbero     | 1,90       | VK Lvi Praha             |
| 3      | Daniel Pfeffer  | líbero     | 1,84       | VK ČEZ Karlovarsko       |
| 5      | Adam Zajíček    | central    | 2,01       | VK ČEZ Karlovarsko       |
| 11     | Petr šulista    | ponteiro   | 1,99       | Dar Kulaib               |
| 12     | Martin Licek    | ponteiro   | 1,97       | České Budějovice         |
| 13     | Jan Galabov     | ponteiro   | 1,93       | Chaumont Volley-Ball 52  |
| 14     | Daniel Čech     | ponteiro   | 1,99       | VK Lvi Praha             |
| 16     | Jiří Srb        | levantador | 1,94       | SKV Usti nad Labem       |
| 17     | Marek Sotola    | oposto     | 2,00       | Berlin Recycling Volleys |
| 19     | Luboš Bartůněk  | levantador | 1,94       | Dukla Liberec            |
| 20     | Petr Špulák     | central    | 1,99       | Kladno volejbal cz       |
| 22     | Oliver Sedláček | central    | 2,01       | České Budějovice         |
| 23     | Patrik Indra    | oposto     | 2,00       | Chaumont Volley-Ball 52  |
| 25     | Josef Polák     | central    | 2,01       | České Budějovice         |